# Gomphus westfalli
Gomphus westfalli là loài chuồn chuồn trong họ Gomphidae. Loài này được Carle & May mô tả khoa học đầu tiên năm 1987.